# Anna Berger
Pour les articles homonymes, voir Berger (homonymie).
Anna Berger, née le 26 juillet 1922 à Manhattan et morte dans la même ville le 26 mai 2014, est une actrice de cinéma et de télévision américaine. Elle est essentiellement connue pour ses rôles de mères au foyer et de matriarches au fort tempérament.

## Biographie
Née au sein d'une fratrie de huit enfants, elle commence à jouer sur scène dès l'enfance. Diplômée de Seward Park High School, elle étudie le théâtre en 1948. Tout au long de sa carrière d'actrice, elle est amenée à jouer des rôles de femmes mûres, et ce même dans ses jeunes années. Alors qu'elle était encore élève à la New School for Social Research de Manhattan, elle est choisie au cours d'un atelier dramatique pour incarner Juno Boyle, une mère irlandaise issue de la classe ouvrière dans une production de Seán O'Casey : Junon et le Paon, (Juno and the Paycock). 
Par la suite, sa carrière compte de nombreuses apparitions qui mettant en scène le même type de personnages. Elle joue une passagère prise en otage dans Les Pirates du métro en 1974, Tante May dans Crimes et délits de Woody Allen en 1989, la mère de Seymour dans Ghost World en 2001 et un petit rôle de vieille dame dans la comédie Rien que pour vos cheveux de Dennis Dugan en 2008. Sur le petit écran, elle incarne Cookie Cirillo, une vieille italo-américaine acariâtre dans la série Les Soprano. Elle tient aussi de petits rôles dans les séries Tout le monde aime Raymond et New York Police Blues.
Résidant dans le Upper West Side, elle meurt le 26 mai 2014, âgée de 91 ans. Mariée, Anna Berger était la mère de deux filles, dont l'actrice Joanna Sanchez. 

## Filmographie non exhaustive

### Cinéma
- 1959 : Au milieu de la nuit : Caroline
- 1974 : Les Pirates du métro : Mère
- 1975 : Hester Street
- 1981 : Un amour infini : infirmière
- 1983 : Lovesick
- 1988 : Une femme en péril : femme aux funérailles
- 1989 : Mortal Sins : Mère Weinschank
- 1989 : Crimes et délits : Tante May
- 1990 : Elles craquent toutes sauf une : Mama Gabooch
- 1991 : À plein tube ! : Mrs. Malt
- 1991 : Les Indomptés : Mrs. Greene
- 1992 : Dernière limite
- 1996 : Mother Night : mère d'Epstein
- 1997 : Soleil : Honorine Azoulay
- 2000 : Sunset Strip : serveuse âgée
- 2000 : The Amati Girls : Stella
- 2000 : Les Âmes perdues : Mrs. Levotsky
- 2001 : Ghost World : mère de Seymour
- 2002 : Clover Bend : Rose
- 2002 : New York, unité spéciale (saison 4, épisode 10) : la grand-mère de Karen
- 2005 : New York, section criminelle (saison 5, épisode 2) : Amy
- 2008 : Rien que pour vos cheveux  : vieille femme dans le salon
- 2008 : Bastard of Orleans, or Looking for Joan : Vesuvia Maggiore
- 2011 : Margaret : voisine # 1
- 2013 : Casse-tête chinois : vieille dame